# Proportionslehre
Die Proportionslehre definiert die Regeln, nach denen die Verhältnisse der Teile eines Kunstwerkes untereinander als harmonisch gelten.
Von Bedeutung sind:
- der Kanon für die Proportionen des menschlichen Körperbaus
- der Goldene Schnitt
- die Quadratur
- die Triangulatur mit dem gleichseitigen Dreieck
- die Harmonische Proportion, d. h. die Übertragung der Schwingungsverhältnisse in der Musik auf Längenverhältnisse (Leon Batista Alberti)

Siehe auch:
- Proportion (Architektur)
- Komposition (Bildende Kunst)